# Vesicularia hainanensis
Vesicularia hainanensis là một loài Rêu trong họ Hypnaceae. Loài này được P.C. Chen mô tả khoa học đầu tiên năm 1941.